# نبرد گنزک
نبرد گنزک یا نبرد بلاراتون نبردی بود که در سال ۵۹۱ در گنزک میان نیروهای مشترک بیزانس–ساسانی هوادار خسرو پرویز و ارتش بهرام چوبین که حکومت را غصب کرده بود، رخ داد. نیروهای خسرو در این جنگ به پیروزی دست یافتند و او به سرعت بر تخت نشست.